# Úbrež
Úbrež (ungarisch Ubrezs – bis 1882 Ubris) ist eine Gemeinde im äußersten Osten der Slowakei mit 1112 Einwohnern (Stand 31. Dezember 2024), die zum Okres Sobrance, einem Teil des Košický kraj, gehört.

## Geographie
Die Gemeinde befindet sich im Osten des Ostslowakischen Tieflandes am Anfang des Übergangs in das nördlich gelegene Vihorlatgebirge, drei Kilometer östlich des Ostufers von Zemplínska šírava. Das Gemeindegebiet ist zum größten Teil landwirtschaftlich geprägt, nur unmittelbar nördlich des Ortes findet man einen Wald. Das Ortszentrum liegt auf einer Höhe von 130 m n.m. und ist acht Kilometer von Sobrance entfernt.
Nachbargemeinden sind Poruba pod Vihorlatom im Norden, Vyšné Remety im Nordosten, Jasenov und Ruskovce im Osten, Veľké Revištia im Süden, Fekišovce und Hnojné im Westen und Jovsa im Nordwesten.

## Geschichte
Úbrež wurde zum ersten Mal 1337 als Jezenew seu Obres bei einer Teilung des Herrschaftsguts von Großmichel schriftlich erwähnt. Weitere historische Varianten des heutigen Namens sind (seit 1369) Erbes, Vbres, Wbres, Obrys, Obres und Ubreš. Am Berg Debra, dem heutigen Standort des alten Friedhofs wurde 1374 eine Holzkirche gebaut. Das Dorf gehörte verschiedenen Kleinadeligen, bevor es zuletzt zum Geschlecht Sztáray kam. 1427 wurden in einem Steuerverzeichnis 22 Porta verzeichnet. 1734 und 1735 wurde Úbrež von Hochwasser heimgesucht, gefolgt von Dürren in den nächsten Jahren. 1828 zählte man 103 Häuser und 709 Einwohner, die von Forst- und Landwirtschaft lebten.
Bis 1918 gehörte der im Komitat Ung liegende Ort zum Königreich Ungarn und kam danach zur neu entstandenen Tschechoslowakei beziehungsweise heute Slowakei. 1939–1944 war er als Folge des Slowakisch-Ungarischen Krieges Grenzort zu Ungarn.

## Bevölkerung
| Jahr                | 1994 | 2004     | 2014     | 2024     |
| ------------------- | ---- | -------- | -------- | -------- |
| Anzahl der Personen | 580  | 650      | 746      | 1112     |
| Unterschied         |      | +12,06 % | +14,76 % | +49,06 % |

| Jahr                | 2023 | 2024    |
| ------------------- | ---- | ------- |
| Anzahl der Personen | 1090 | 1112    |
| Unterschied         |      | +2,01 % |

Nach der Volkszählung 2011 wohnten in Úbrež 690 Einwohner, davon 480 Slowaken, 192 Roma, drei Russinen, ein Ukrainer sowie zwei Einwohner einer anderen Ethnie. 12 Einwohner machten diesbezüglich keine Angabe. 281 Einwohner bekannten sich zur römisch-katholischen Kirche, 215 Einwohner zur griechisch-katholischen Kirche, 146 Einwohner zur orthodoxen Kirche, elf Einwohner zur reformierten Kirche, drei Einwohner zu den Siebenten-Tags-Adventisten sowie zu den Zeugen Jehovas und ein Einwohner zur altkatholischen Kirche sowie zur evangelisch-methodistischen Kirche; zwei Einwohner bekannten sich zu einer anderen Konfession. Acht Einwohner waren konfessionslos und bei 19 Einwohnern wurde die Konfession nicht ermittelt.

## Bauwerke
- griechisch-katholische Heilig-Geist-Kirche im gemischten barock-klassizistischen Stil aus dem Jahr 1792
- römisch-katholische Stephanskirche im neoklassizistischen Stil aus dem Jahr 1864
- orthodoxe Heilig-Geist-Kirche aus dem Jahr 1997